# Iura praediorum

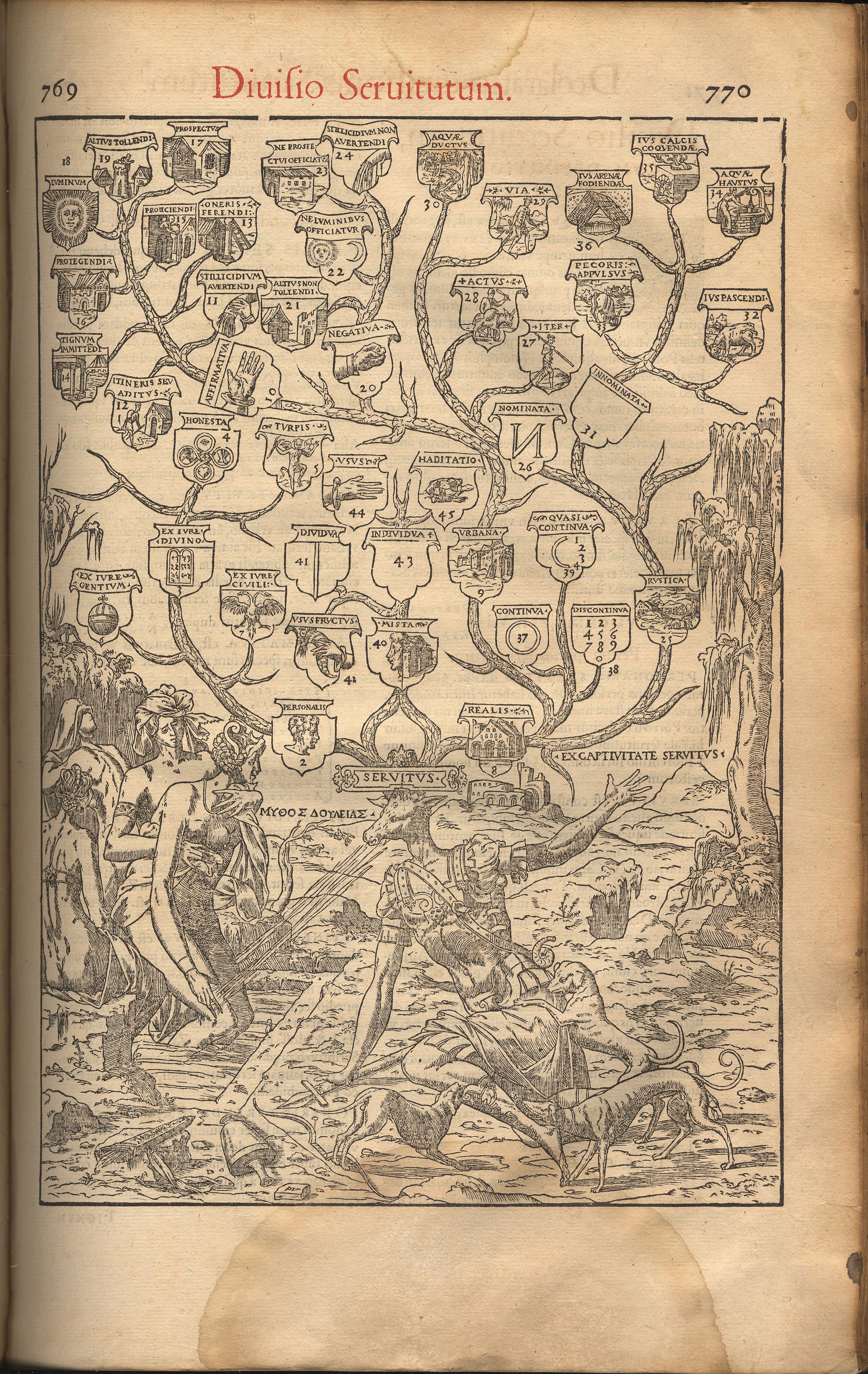
Arbor servitutum - Arbre des servitudes de Pierre Eskrich, vers 1548-1550. Issu du Corpus juris civilis, publiée par les frères Senneton.

Iura praediorum (aussi: servitutes praediorum, servitutes reales) était dans l'ancien droit romain, le terme collectif pour les servitudes prédiales (se rapportant au praedium) ou réelles (se rapportant au choses). La limitation du caractère absolu du droit de propriété par les servitudes était la plus importante partie du droit réel.

## Contenu juridique
Au moyen d'une servitude sur un bien fond, un propriétaire accorde au propriétaire voisin un droit d'usage sur sa propriété. Le propriétaire de la propriété «dominante» (praedium dominans - le fond  bénéficiaire de la servitude) peut revendiquer des droits de servitude sur le bien «servant» du voisin (praedium serviens - le fond objet de la servitude), comme l'octroi d'un droits d'accès ou d'un droit de vue. La propriété restreinte par le droit d'usage du tiers agissait déjà avec les Romains comme un fardeau réel limité, parce qu'il faisait partie de la propriété. Déjà au cours de la République la servitude devait être scindée et transformée en droits indépendants.
Le Romain distinguait les servitudes dites rustiques ou des champs (iura praediorum rusticorum) et les servitudes de la ville ou du bâtiment (iura praediorum urbanorum). La subdivision était due à l'affectation à des terres agricoles ou urbaines, et non à des considérations de localisation. Les servitudes devaient être exercées avec douceur et étaient soumises aux critères de la coexistence prospère ainsi que la modération des parties impliquées dans les intérêts. Avant toute intervention sur les droits des tiers, les interventions devaient être pondérées à la nécessité utile respective.
Les servitudes de terrain les plus anciennes sont les routes et  chemins de promenade (via, iter), les chemins de passage du bétail (actus), les aqueduc (aquae ductus); les plus jeunes sont les loi de puisage (aquae haustus - servitude qui consiste dans le droit de puiser l'eau de la fontaine, de la piscine ou de la source d'un autre); les droits d'abreuver le bétail (pecoris ad aquam appellendi - le droit de mener à l'abreuvoir un certain nombre de bestiaux); des droits liés au four à chaux (calcis coquendae - droit de prendre et cuire de la chaux); l'extraction de sable (harenae fodiendae - obtenir du sable) et l'enlèvement de craie (cretae de eximendae). Les servitudes de propriété, portaient sur les avant-toits (servitus stillicidii, servitude négative qui affranchit le voisin de l'obligation de recevoir les eaux pluviales que des statuts locaux auraient imposée comme droit commun aux propriétés voisines,dans la mesure où ils dépassent sur la propriété du voisin, ainsi que sur les restrictions de hauteur pour les maisons (altius nontollendi - le droit d'interdire à un autre de construire plus haut qu'une certaine limite), de sorte que la vue ne soit pas obstruée. Mur et droits de soutien (tigni immittendi - oneris ferendi - servitude de soutien par laquelle le mur d'une maison voisine est susceptible de soutenir le mur ou les poutres de la maison voisine). Les réseaux d'eau de pluie et d'eaux usées (fluminis, cloacae) étaient des servitudes urbaines importantes.
Doivent être différenciées les servitudes prédiales - rapport à des terrains - des servitudes personnelles, qui accordaient à certaines personnes des droits réels sur les choses immobilières.

## Justification et fin des servitudes
Une servitude s'active et s'éteint par de nombreuses règles. 
La commande pourrait être faite par transfert légal in iure cessio (aussi mancipatio), ainsi que - dans le règlement d'un décès - par legs ou en général par prescription acquisitives (usucapio) et réservation in rem (deductio), au moins si des ventes de terrains ou des procédures de division (adiudicatio) étaient en cours. Ce n'est qu'avec la législation de Justinien, fin de l'Antiquité que des accords informels ont été conclus.
Les servitude ont expiré régulièrement par renonciation, non-usage (non usus), usureceptio ou achèvement. En droit classique, le moyen éprouvé était la poursuite in iure cessio.

## Protection juridique
L'action pétitoire affirmative pour la reconnaissance et l'exécution d'une servitudes'appelle actio confessoria. Ainsi appelé parce que basé sur l'allégation affirmative du demandeur d'un droit dans la terre du défendeur. La poursuite visait la découverte et la restitution, dans la mesure où elle réussissait. La présomption de servitude est repoussée par l'actio negatoria.
Einstweiligen Rechtsschutz konnte der Prätor im präventiven Wege des Interdikts gewähren, soweit die ihm Rechtsausübung des Servitutsberechtigten ordnungsgemäß erschien. Das Besitzschutzinteresse reichte dahin, dass sich die Parteien prozessual in umgekehrter Rollenverteilung im Prozess einfanden, um (unzulässige) Eigenmacht des Eigentümers einzuschränken. 